# Caroline Säfstrand
Eva Caroline Elisabet Säfstrand, född 11 maj 1972, är en svensk författare 
Säfstrand skriver böcker i feelgoodgenren. Hon har skrivit sju romaner, varav Villa Havsbris nominerades till Adlibrispriset i kategorin Årets Feelgood och till Årets Ljudbok i kategorin roman på Storytel Awards.